# بيت الأشول (السدة)

تعديل مصدري - تعديل

بيت الأشول هي إحدى قرى عزلة العرافة بمديرية السدة التابعة لمحافظة إب، بلغ تعداد سكانها 1433 نسمة حسب تعداد اليمن لعام 2004.
تقع ضمن مخلاف خبان وتحديدا جنوب شرق القصر الماكي (ريدان)في مدينة ظفار سابقا على بعد ( 5 كم تقريبا ) وهي قرية متميزة بالفن المعماري البديع ممزوج بين العراقة والحداثة تحتوي على مساكن متعددة الطوابق يصل البعض منها إلى ستة طوابق استخدم في بنائها أحجار اثريه جُلبت من أطلال مدينة ظفار التاريخية وتحديدا من موقع قصر هرجب الملكي والذي يطلق عليه حاليا قصر ريدان وما حوله من اثار قديمه وشيدت بناءدوَّرها الشامخة في البنيان من تلك الآثار، والتي توجد على واجهات تلك المباني الكثير من النقوش المسندية والرسوم 
المنحوتة، والتي جعلت من قرية بيت الأشول متحفاً مفتوحاً يعرض بعضاً من آثار مدينة ظفار التاريخية، فأصبحت قرية بيت الأشول الشاهد الوحيد على جلال وعظمة مدينة ظفار التاريخية وقصر هرجب، وقد نُقلت أحجار تلك 
المنازل قبل أكثر من ( 200 عاماً )، مما جعل عمر بعض تلك المنازل يتجاوز المائتي عام، ومن أشهر البنائون لتلك المباني شامخة الارتفاع المهندس (الاسطى) محمد بن سعد بن صلاح الحائر.